# Fred Biddlestone
Thomas Frederick Biddlestone (26 tháng 11 năm 1906 – 1982) là một thủ môn bóng đá người Anh, được biết đến nhiều nhất khi ở Aston Villa. Ông ký hợp đồng với Villa từ Walsall, và sau đó thi đấu cho Mansfield Town trước khi giải nghệ.